# 리브레오피스 드로
리브레오피스 드로(LibreOffice Draw)는 자유-오픈 소스 벡터 드로잉 프로그램이다. 더 도큐먼트 파운데이션이 개발한 리브레오피스 제품군에 포함된 애플리케이션 중 하나이다. 이 소프트웨어는 도형 도구, 직선 및 곡선 도구, 다각형 도구 등 다양한 기능을 사용하여 복잡한 그림을 만드는 데 사용할 수 있다.
리브레오피스의 다른 구성 요소와 마찬가지로 드로는 리눅스, macOS 및 마이크로소프트 윈도우에서 실행할 수 있다.
다른 많은 플랫폼을 위한 커뮤니티 빌드가 있다. 에코시스템 파트너인 콜라보라는 리브레오피스 업스트림 코드를 사용하며 안드로이드, iOS, iPadOS 및 크롬OS용 앱도 제공한다. 반면, 리브레오피스 온라인은 라이터, 캘크, 임프레스, 드로 애플리케이션을 포함하는 온라인 오피스 제품군으로, 상용 Collabora Online과 같은 프로젝트의 업스트림도 제공한다.
리브레오피스 드로는 OASIS(조직화된 정보 표준 발전을 위한 기구)에 의해 확립된 국제 표준 파일 형식인 오픈도큐먼트 (ODF) (.odg 그래픽 확장자)를 기본적으로 사용한다.

## 기능
드로 앱은 순서도, 기술 도면, 브로셔, 포스터, 맞춤형 사진, 사진 갤러리 및 앨범을 만들 수 있는 많은 중요한 기능을 가지고 있다.
또한 맞춤법 검사기, 자동 고침, 동의어 사전, 하이픈 넣기 모드 및 색상 바꾸기 등의 기능이 포함되어 있다. 옵션을 위한 도형 및 그림 갤러리도 사용할 수 있다. 또한 자바 확장 기능으로 매크로 실행을 지원하며 구성 가능한 XML 필터 설정이 있다.

### 가져오기 및 내보내기 기능
- PDF 가져오기, 편집, 내보내기[9]
- 마이크로소프트 비지오(.vsd) 파일 가져오기[9]
- 마이크로소프트 퍼블리셔(.pub) 파일 가져오기[10]
- OTT, STW, OTH, OTS, STC, OTP, STI, OTG, STD 및 VOR 형식에서 가져오기[7]
- BMP, EPS, GIF, JPEG, PNG, PSD, SVG, WMF로 내보내기 및 HTML, XHTML, PDF 및 SWF 파일 생성[7]

## 평가
2014년 리뷰에서 엘레나 오프리스는 소프트피디아에 "장점: 리브레오피스의 최고의 기능들은 모든 모듈에 적용 가능하다. 드로는 그래픽 계획의 각 부분과 인터페이스의 일반적인 요소(도구 모음 및 키보드 단축키 등)를 정의하기 위한 수많은 옵션과 구성 매개변수를 자랑한다. 스타일과 서식 사전 설정은 전체 레이아웃 디자인 프로세스를 단순화한다. 문서 복구 기능은 시스템 충돌이 발생할 때 일반적으로 구원투수로 등장한다." 오프리스는 "단점: 프로그램은 그림을 붙여넣는 데 시간이 오래 걸리고 일부 기능을 로드하는 데 시간이 걸린다. 지원되지 않는 형식의 파일을 삽입할 때 평가 중 여러 번 멈춰서 결국 드로를 다시 시작해야 했다."라고 언급했다.
2017년 12월 It's FOSS에 글을 쓴 앙쿠시 다스는 "리브레오피스 드로 모듈은 마이크로소프트 비지오의 최고의 오픈 소스 대안 중 하나이다. 이를 통해 아이디어의 빠른 스케치를 만들거나 프레젠테이션을 위한 복잡한 전문 평면도를 만들 수 있다. 순서도, 조직도, 네트워크 다이어그램, 브로슈어, 포스터 등! 이 모든 것을 한 푼도 쓰지 않고 할 수 있다."라고 말했다.
PAT Research는 2018년 리뷰에서 드로를 "리브레오피스 드로는 깔끔한 인터페이스와 사용자가 창의력을 발휘하고 생산성을 향상시킬 수 있는 도구를 제공하는 강력한 오피스 및 순서도 소프트웨어"라고 설명했다.
GoFree는 "이런 무료 벡터 그래픽 편집기가 이렇게 전문적인 결과를 낼 수 있다는 것은 그저 놀랍다."라고 썼다.

## 같이 보기
- 탁상 출판 소프트웨어 비교
- 탁상 출판 소프트웨어 목록